# Венизе
Венизе́ (фр. Venisey) — коммуна во Франции, находится в регионе Франш-Конте. Департамент — Верхняя Сона. Входит в состав кантона Аманс. Округ коммуны — Везуль.
Код INSEE коммуны — 70545.

## География
Коммуна расположена приблизительно в 300 км к юго-востоку от Парижа, в 70 км севернее Безансона, в 27 км к северо-западу от Везуля.
По территории коммуны протекает небольшая река Превийон (фр. Previllon).

## Население
Население коммуны на 2010 год составляло 146 человек.
| 1962 | 1968 | 1975 | 1982 | 1990 | 1999 | 2010 |
| ---- | ---- | ---- | ---- | ---- | ---- | ---- |
| 143  | 149  | 127  | 117  | 130  | 149  | 146  |

## Экономика
В 2010 году среди 100 человек трудоспособного возраста (15—64 лет) 74 были экономически активными, 26 — неактивными (показатель активности — 74,0 %, в 1999 году было 74,2 %). Из 74 активных жителей работали 56 человек (35 мужчин и 21 женщина), безработных было 18 (8 мужчин и 10 женщин). Среди 26 неактивных 4 человека были учениками или студентами, 13 — пенсионерами, 9 были неактивными по другим причинам.